# Едді Келлі (футболіст)
Едвард Патрик Келлі (англ. Edward Patrick Kelly, нар. 7 лютого 1951, Глазго) — шотландський футболіст, що грав на позиції півзахисника. Найбільш відомий за виступами у складі клубу «Арсенал», у складі якого став Чемпіон Англії, володарем Кубка Англії з футболу та володарем Кубка ярмарків, грав також у складі молодіжної збірної Шотландії.

## Клубна кар'єра
Едді Келлі дебютував у професійному футболі 1968 року виступами за команду «Арсенал», в якій швидко став одним із гравців основного складу. У складі лондонської команди Келлі у сезоні 1969—1970 років став володарем Кубка ярмарків, а в сезоні 1970—1971 років здобув титул чемпіона Англії та став володарем Кубка Англії з футболу. У складі «Арсенала» Келлі грав до 1976 року, взявши участь у 175 матчах чемпіонату.
У 1976 році Келлі став гравцем іншої лондонської команди «КПР», у який грав до 1977 року. З 1977 до 1980 року футболіст грав у складі «Лестер Сіті», після чого у 1980—1981 роках грав у складі «Ноттс Каунті». У 1981 році Келлі перейшов до клубу «Борнмут», проте ще в цьому ж році повернувся до «Лестер Сіті», з яким виграв другий англійський дивізіон, та грав у складі команди до 1983 року..
У 1983—1984 роках Едді Келлі грав у складі команди «Кеттерінг Таун». Завершив ігрову кар'єру футболіст у команді «Торкі Юнайтед», за яку виступав протягом 1984—1986 років.

## Виступи за збірну
Протягом 1971—1974 років Едді Келлі залучався до складу молодіжної збірної Шотландії, на молодіжному рівні зіграв у 3 матчах.

## Титули і досягнення
- Чемпіон Англії (1):

«Арсенал»: 1970–1971
- Володар Кубка Англії з футболу (1):

«Арсенал»: 1970–1971
- Володар Кубка ярмарків (1):

«Арсенал»: 1969–1970